# 吳建飛
吳建飛（1983年9月27日—）中國歌手、演員。

## 生平
1983年出生于浙江台州，毕业于北京電影學院。2006年参加第一屆《加油，好男兒》選秀活動比賽獲得季軍。演出過內地偶像劇《萊卡青蛙王子》、內地電視劇《功夫小英雄》、兩岸合拍偶像劇《幸福三顆星》。2006年加盟巨室音樂，成為周杰倫和潘瑋柏的師弟，2007年加盟華納唱片，2008年轉投至種子音樂。

## 作品

### 音樂
- 2007年4月18日：首支單曲《脆弱》(華納音樂發行)。
- 2008年7月3日：首張EP《偏偏爱上你》(種子音樂發行)。

#### 電視劇
- 2007年，《萊卡青蛙王子》
- 2008年，《功夫小英雄》
- 2009年，《鎧甲勇士》飾 李炘南(男一)
- 2009年，《我的億萬麵包》飾 景融
- 2012年，《幸福三顆星》飾 顧大鵬
- 2013年，《盛夏晚晴天》飾 莫凌天
- 2014年，《爱情回来了》飾 齊威
- 2016年，《一念向北》飾 沈康祺
- 2016年，《仙劍雲之凡》飾 上官雅
- 2016年，《下辈子还做我老爸》飾 馮松
- 2021年，《壯志高飛》(2017年拍攝)飾 羅東
- 待播，《舞櫻》

#### 電影
- 2009年，《鎧甲勇士之帝皇俠》飾 炘南
- 2012年，《河东狮吼2》飾 统统
- 2014年，《我们毕业的夏天》飾 张冲 (2009年拍攝)
- 2020年，《无双花木兰》(網絡電影)飾 拓跋硕
- 2021年，《南海鲛人》(網絡電影)
- 2022年，《阴阳镇怪谈》(網絡電影)飾 閻陽一
- 2022年，《罗布泊神秘事件》(網絡電影)
- 2023年，《全城風暴》(網絡電影)飾 張子聰
- 2023年，《夺命营救》(網絡電影)

## 外部連結
- Jarvis吴建飞的新浪微博
- Jarvis吴建飞的新浪博客
- 吳建飛在香港影庫上的簡介